# Terrier australien
Le terrier australien est une race de chien australienne originaire de Grande-Bretagne.

## Histoire

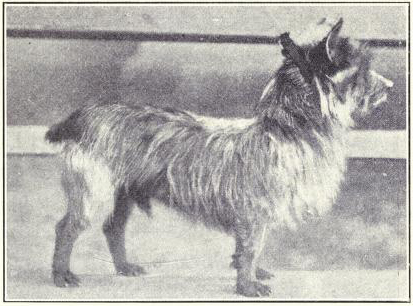
Photographie d'un terrier australien vers 1915.

Le terrier australien descend d'une race de terriers de Grande-Bretagne exportée vers l'Australie au début du XIXe siècle.